# David Copperfield (film, 1911)
Pour les articles homonymes, voir David Copperfield (homonymie) et Copperfield.
Pour plus de détails, voir Fiche technique et Distribution.
David Copperfield est un court métrage dramatique muet sorti en 1911, adapté du roman du même nom de Charles Dickens. C'est la plus ancienne adaptation cinématographique connue de cette œuvre. Elle est entrée dans le domaine public.

## Production
Le film est produit par la Thanhouser Film Corporation, une compagnie indépendante située à New Rochelle (New York) et fondée par Edwin Thanhouser. Le film est crédité à Theodore Marston, mais des recherches récentes attribuent la réalisation à George O. Nichols.
Constitué de trois bobines séparées contenant trois films, David Copperfield a été lancé au cours de trois semaines consécutives, avec trois différents titres : The Early Life of David Copperfield, Little Em'ly and David Copperfield et The Loves of David Copperfield.

## Distribution
- Flora Foster - David Copperfield enfant,
- Ed Genung - David Copperfield adulte,
- Marie Eline - Em'ly enfant,
- Florence La Badie - Em'ly adulte,
- Mignon Anderson - Dora Spenlow
- Viola Alberti - tante Betsey Trotwood,
- Justus D. Barnes - Ham Peggotty dans la première partie,
- William Russell, Ham Peggotty dans la deuxième partie,
- William Garwood